# Eupterodactyloidea
Los eupterodactiloideos (Eupterodactyloidea, nombre que significa "Pterodactyloidea verdaderos") son un clado extinto de pterosaurios pterodactiloideos que vivieron entre principios del Cretácico Inferior hasta finales del Cretácico Superior (Berriasiense a Maastrichtiense) en todos los continentes excepto la Antártida. Fue nombrado por S. Christopher Bennett en 1994 como un infraorden de Pterodactyloidea. Bennett (1994) lo definió como un taxón basado en apomorfias. Sin embargo, Brian Andres (2010) redefinió al clado como un taxón basado en tallos en su disertación. Solo este clado y Ornithocheiroidea fueron cubiertos en su análisis.